# Oltářík
Der Oltářík, auch Hrádek (deutsch Woltarschik, auch Woltarik) ist ein markanter Berg im Böhmischen Mittelgebirge in Tschechien. Auf dem Gipfel des Berges befindet sich die Ruine der mittelalterlichen Burg Oltářík.

## Lage und Umgebung
Der Oltářík erhebt sich etwa fünf Kilometer westlich von Třebenice (Trebnitz) im Süden des linkselbischen Böhmischen Mittelgebirges. Unmittelbar am Fuß des Berges liegen der kleinen Orte Děkovka (Diakowa), sowie – etwas weiter entfernt – Mrsklesy (Merskles), Chrášťany (Chrastian) und Dřemčice (Tschemtschitz). Benachbarte Erhebungen sind das Bergmassiv des Solanská hora und Dlouhý vrch (Sollaner Berge) und der Plešivec (Plösche).

## Geschichte
Burg Oltářík wurde 1426 von Jakoubek von Vřesovice erbaut. Die Burg wurde trotz ihrer unbequemen Lage und ihrer geringen Größe bis ins 16. Jahrhundert benutzt. 1576 wird Oltářík als verlassen bezeichnet.

## Wege zum Gipfel
- Zum Oltářík führt eine blau markierte Wanderroute, welche in Třebívlice ihren Anfangspunkt hat. Über eine kurze markierte Abzweigung ist der Gipfel des Berges erreichbar.
- Ein günstiger Ausgangspunkt für den Besuch des Berges ist auch der kleine Ort Děkovka.

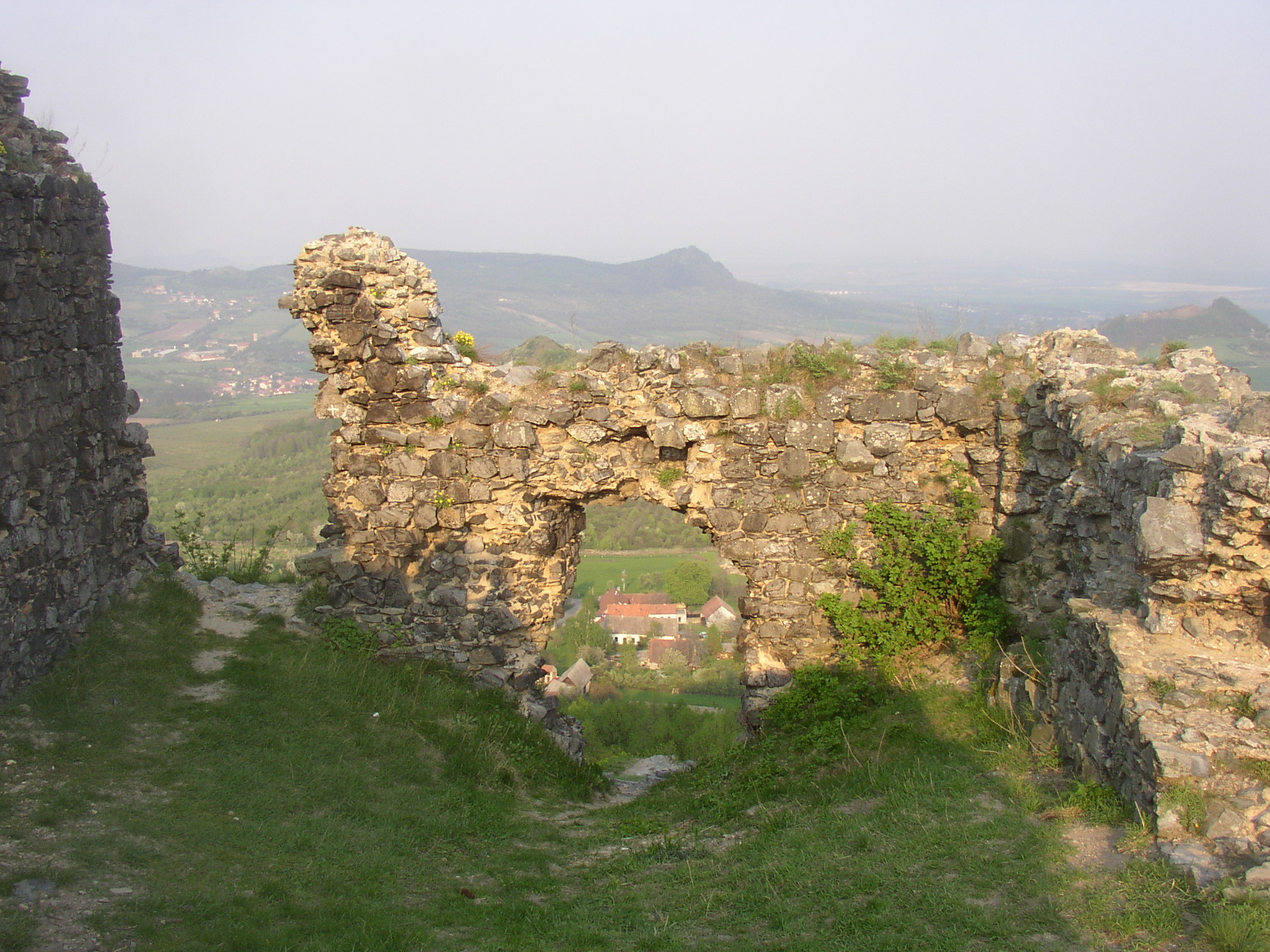
Burgruine